# Effetto termoionico

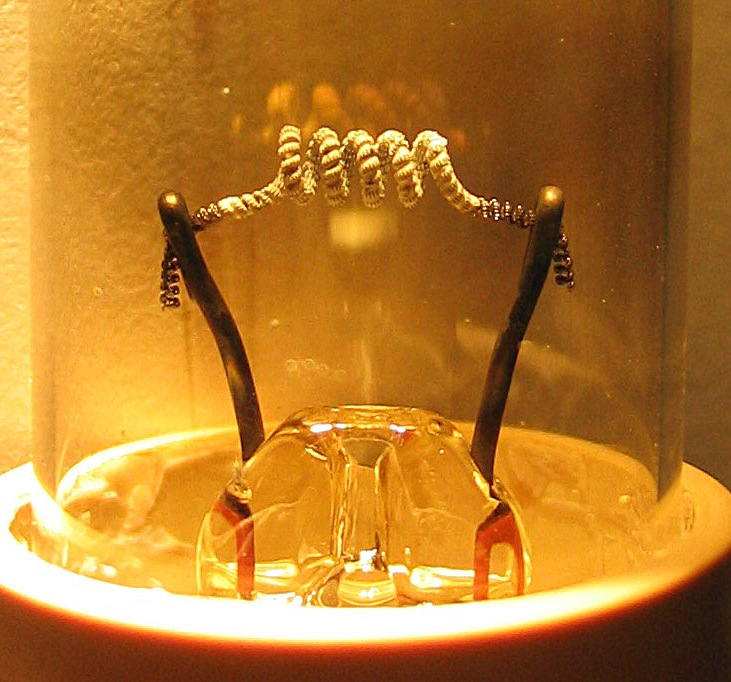
Immagine ravvicinata del filamento di una lampada a scarica. Il materiale bianco è un elemento protettivo composto tipicamente da ossidi di bario, stronzio e calcio il cui deterioramento durante l'uso conduce al fulminamento della lampada.

L'effetto termoionico, detto anche effetto termoelettronico, consiste nell'emissione indotta termicamente di particelle cariche (elettroni o ioni, a cui a volte ci si riferiva nella antica letteratura scientifica come a "termoioni"), da parte di un materiale, a volte un metallo riscaldato ad alta temperatura e tipicamente una lega quale il tungsteno toriato usato nelle valvole a riscaldamento diretto od una miscela di ossidi nelle valvole a riscaldamento indiretto, per esempio a seguito del passaggio di una corrente elettrica. L'emissione degli elettroni avviene come conseguenza dell'aumento della loro energia cinetica, rivelato come aumento della temperatura, che permette loro di vincere la forza che li trattiene vincolati agli atomi del materiale. La particella emessa tenderà a rimanere in prossimità della superficie emettitrice, superficie che si sarà caricata di una carica opposta nel segno ma uguale in modulo al totale delle cariche emesse. Tuttavia, l'emettitore tornerà nello stesso stato precedente all'emissione se collegato ad una batteria, il cui flusso di corrente neutralizzerà tale carica.
Un esempio classico di emissione termoionica è quella che si verifica nei tubi a vuoto, dove degli elettroni sono emessi da un catodo metallico ad alta temperatura in un tubo in cui è stato realizzato il vuoto (noto al momento della scoperta e delle prime applicazioni come Effetto Edison). Oggi, con la locuzione "effetto termoionico" si fa riferimento ad ogni processo di emissione di carica eccitata termicamente, anche quando la carica è emessa da una regione all'altra, entrambe nello stato solido. Tale processo è di cruciale importanza in una varietà di dispositivi elettronici e può essere utilizzato per la generazione di corrente e per il raffreddamento. L'intensità della corrente di cariche aumenta notevolmente al crescere della temperatura, tuttavia le emissioni da una superficie metallica in un ambiente in cui è stato realizzato il vuoto diventano significative soltanto per temperature superiori ai 1000 K. La scienza che ha studiato il fenomeno è stata indicata come la termoionica, ma tale nome è caduto gradualmente in disuso.
La legge dell'emissione termoionica è stata formulata principalmente da Owen Richardson, da cui prende il nome.

## Storia

L'Effetto Edison in un diodo. Il diodo è presentato in due configurazioni, la prima permette la conduzione di corrente, mentre la seconda no.
Da notare che le frecce indicano la direzione del flusso degli elettroni e non la direzione convenzionale della corrente elettrica, ad esso opposta.

Nel leggere questa sezione, è utile aver presente che l'elettrone è stato identificato nel 1897 da Thomson. È quindi necessaria cautela nell'utilizzo del termine elettrone nella discussione degli esperimenti che ebbero luogo prima di tale data.
Le prime osservazioni del fenomeno risalgono al 1873 in Gran Bretagna, quando Guthrie, che eseguiva ricerche su degli oggetti carichi, scoprì che una sfera di ferro rovente perde in aria la propria carica se positiva, ma non se negativa. Se portata a temperature ulteriormente elevate, questa differenza scompare e elettrizzazioni di entrambi i segni vengono rapidamente disperse.  Da queste informazioni, Guthrie dedusse che il processo comportava la perdita di ioni positivi ma non poté stabilire se essi erano generati dall'interazione della superficie metallica ad alta temperatura con l'aria o se derivassero soltanto dalla temperatura. Hittorf (1869-1883) e Goldstein (1885) studiarono anch'essi il fenomeno, ma furono Elster e Geitel (1882-1889) ad eseguire gli esperimenti che permisero di rispondere ad alcuni quesiti sollevati dalla scoperta di Guthrie. Ripeterono infatti l'esperimento della sfera rovente in un ambiente in cui era stato realizzato il vuoto e in atmosfere di vari gas. Elster e Geitel scoprirono che l'emissione di ioni positivi si verifica a varie temperature nel vuoto e in ognuna delle atmosfere testate, chiarendo dunque che si tratta di una proprietà del metallo alla temperatura assegnata. Rilevarono inoltre che tale emissione non è costante, ma tende a diminuire rapidamente, e soprattutto individuarono che ad alta temperatura si verifica l'emissione di ioni negativi, che a differenza dell'altra, mantiene un livello costante, fino alla scarica del metallo.
Nel frattempo, l'effetto fu riscoperto da Edison il 13 febbraio 1880, mentre cercava di comprendere la ragione della rottura dei filamenti e dell'annerimento irregolare dei bulbi (più scuro vicino ad un'estremità del filamento) delle sue lampade ad incandescenza. Edison costruì diversi bulbi sperimentali, alcuni con più di un filo, una piastra o una lamina metallica inserita nel bulbo. Questo elettrodo metallico extra era collegato al filamento tramite un galvanometro all'esterno del bulbo.
Durante gli esperimenti, se alla lamina era imposta una carica negativa maggiore (in modulo) di quella del filamento, allora non si verificava tra di essi alcun passaggio di corrente (oggi sappiamo che ciò è dovuto al fatto che la lamina metallica emette pochi elettroni); altrimenti, quando alla lamina era imposta una carica positiva maggiore di quella del filamento, si registrava un flusso di corrente di cariche negative che si spostavano dal filamento alla lamina attraverso il vuoto. A questa corrente unidirezionale venne assegnato il nome di effetto Edison (sebbene a volte il termine sia utilizzato per riferirsi all'effetto termoionico stesso). Edison osservò che la corrente emessa dal filamento caldo aumentava rapidamente con l'aumentare del voltaggio e richiese un brevetto per un dispositivo in grado di regolare il voltaggio il 15 novembre 1883 (U.S. patent 307,031, il primo brevetto statunitense per un dispositivo elettronico). Nel settembre 1884 Edison espose all'International Electrical Exposition di Filadelfia un cicalino telegrafico il cui funzionamento avveniva per mezzo del dispositivo da lui brevettato.
Fu Preece che tornando in Inghilterra dalla Mostra di Filadelfia portando con sé diversi bulbi di Edison, presentò un articolo nel 1885 riferendosi all'emissioni termoionica come all'effetto Edison. Fleming che lavorava per la British "Wireless Telegraphy" Company (Compagnia Britannica per la Telegrafia senza fili), scoprì che l'effetto Edison poteva essere utilizzato per rilevare le onde radio e sviluppò i tubi a vuoto a due elementi noti come diodi, che presentò alla comunità scientifica il 16 novembre 1904.
Il diodo termoionico può essere configurato per convertire una differenza di temperatura in potenza elettrica, senza parti in movimento (un convertitore termoionico, una tipologia di macchina termica).
In seguito alla scoperta dell'elettrone, da parte di Thomson, il fisico inglese Richardson iniziò a lavorare sull'argomento che definì "emissione termoionica" e nel 1928 ha ricevuto il premio Nobel per la fisica "per il suo lavoro sul fenomeno termoionico e specialmente per la scoperta della legge che porta il suo nome".
Anche Millikan e Langmuir eseguirono studi sull'effetto termoionico.

## Legge di Richardson
In ogni metallo allo stato solido, ci sono uno o due elettroni per atomo che sono liberi di muoversi da un atomo all'altro. A volte ci si riferisce a questa proprietà dei metalli come al "mare di elettroni". La loro velocità è descritta da una distribuzione statistica che, a fronte di un valore medio che può essere correlato con la temperatura, ne prevede ampie variazioni. Occasionalmente, dunque, un elettrone può possedere una velocità sufficientemente alta da scappare dal metallo senza essere tirato indietro. Il quantitativo minimo di energia che consente ad un elettrone di lasciare la superficie è chiamato lavoro di estrazione. Il lavoro di estrazione (o work function, in inglese) è una caratteristica del materiale e per la maggior parte dei metalli è dell'ordine di diversi elettronvolt. Le correnti termoioniche (il flusso di cariche prodotte per effetto termoionico) possono essere incrementate nella loro intensità, riducendo il lavoro di estrazione, ad esempio applicando dei rivestimenti di vari ossidi al filo metallico.
Nel 1901 Richardson pubblicò i risultati dei suoi esperimenti: la corrente elettrica emessa da un filo metallico riscaldato dipende esponenzialmente dalla temperatura del filo in una forma matematica simile all'equazione di Arrhenius. Successivamente propose la seguente formula matematica quale legge regolatrice dell'emissione:
{\displaystyle J=A_{\mathrm {G} }T^{2}\mathrm {e} ^{-W \over kT}}
dove J è la densità di corrente emessa (misurata in A/m²), T è la temperatura termodinamica del metallo (misurata in K), W è il lavoro di estrazione del metallo, k è la costante di Boltzmann e AG è un parametro che sarà discusso in seguito.
Nel periodo compreso tra il 1911 e il 1930, mentre aumentava la comprensione del comportamento degli elettroni nei metalli, furono proposte varie espressioni teoriche (basate su assunzioni fisiche differenti) per AG da Richardson, Dushman, Fowler, Sommerfeld e Nordheim. Più di sessanta anni dopo, ancora non c'è consenso tra i fisici teorici su quale forma precisa debba avere l'espressione per AG, sebbene sia universalmente accettato che sia il prodotto di due contributi:
{\displaystyle A_{\mathrm {G} }=\;\lambda _{\mathrm {R} }A_{0}}
dove λR è un fattore correttivo specifico per il materiale tipicamente dell'ordine di 0,5, e A0 è una costante universale data da
{\displaystyle A_{0}={4\pi mk^{2}e \over h^{3}}=1,20173\times 10^{6}\,\mathrm {A\,m^{-2}\,K^{-2}} }
dove m e −e sono la massa e la carica dell'elettrone ed h è la costante di Planck.
All'incirca nel 1930 è maturato il consenso sul fatto che, a causa della natura ondulatoria dell'elettrone, parte degli elettroni prossimi ad essere emessi sono riflessi quando raggiungono la superficie emittente; la densità di corrente emessa risulta quindi ridotta. λR dunque potrebbe essere descritto come: 1-rav, indicando con rav la proporzione di corrente riflessa, e l'equazione termoionica potrebbe essere scritta nella forma
{\displaystyle J=(1-r_{\mathrm {av} })A_{0}T^{2}\mathrm {e} ^{-W \over kT}}
utilizzata qualche volta in letteratura.

Tuttavia, un trattamento teorico del fenomeno proposto negli anni ottanta da Anthony Modinos assume che si debba tener conto anche della struttura a banda del materiale emittente. Ciò comporta l'introduzione di un secondo fattore correttivo, λB, in λR, ottenendo l'espressione:
{\displaystyle A_{\mathrm {G} }=\;\lambda _{\mathrm {B} }(1-r_{\mathrm {av} })A_{0}}
I valori sperimentali per il coefficiente "generalizzato" AG sono, in generale, dello stesso ordine di grandezza di A0, ma variano significativamente tra due materiali differenti e possono farlo anche per facce cristallografiche differenti dello stesso materiale. Almeno qualitativamente, tali differenze possono essere interpretate come variazione nel valore di λR.
Esiste considerevole confusione nella letteratura sull'argomento perché:
1. in molti lavori non c'è distinzione tra AG ed A0, ma è utilizzato soltanto il simbolo A (indicata a volte come la "costante di Richardson") indiscriminatamente;
2. sono indicate con lo stesso nome le equazioni con o senza il fattore di correzione qui indicato come λR; e
3. esiste una grande varietà nei nomi utilizzati per identificare queste equazioni: "equazione di Richardson", "equazione di Dushman", "equazione di Richardson-Dushman" ed "equazione di Richardson-Laue-Dushman".

Utilizzando in questo paragrafo una nomenclatura coerente e non contraddittoria, l'equazione dell'emissione termoionica con soltanto A0 potrebbe essere indicata come "equazione elementare di Richardson", mentre quella che contiene il coefficiente "generalizzato" AG potrebbe essere indicata come "equazione generalizzata di Richardson". In letteratura, l'equazione elementare è fornita a volte in circostanze in cui quella generalizzata sarebbe più appropriata e ciò può generare ulteriore confusione. Per evitare fraintendimenti, dovrebbe sempre essere specificato a quale dei coefficienti "A" si fa riferimento, indicando le loro esplicite espressioni in termini delle quantità fondamentali coinvolte.
A causa dell'andamento esponenziale, l'incremento dell'intensità di corrente è molto rapido con la temperatura quando kT è inferiore a W. (Per praticamente tutti i materiali, la fusione si verifica ben prima che sia kT=W.)
Le equazioni dell'emissione termoionica sono di fondamentale importanza in elettronica. Sono utilizzate per descrivere il comportamento sia di tecnologia ormai superata (come gli schermi a tubi catodici), sia di applicazioni radio e nelle microonde, sia della tecnologia più recente (ad esempio per descrivere il trasferimento di elettroni in alcuni tipi di dispositivi a semiconduttore).

## Emissione Schottky
Nei dispositivi ad emissione di elettroni, specialmente nel cannone elettronico, applicando un campo elettrico esterno di modulo E è possibile ridurre il potenziale richiesto per l'emissione di elettroni e incrementare quindi il numero. Senza l'applicazione del campo elettrico esterno, come abbiamo visto, la barriera incontrata da un elettrone del livello di Fermi ha altezza W, pari al valore locale del lavoro di estrazione. L'applicazione del campo elettrico riduce la barriera di un quantitativo ΔW e incrementa di conseguenza l'intensità della corrente emessa. Questo fenomeno è noto come "effetto Schottky" o emissione (termoionica) potenziata ad effetto di campo. Può essere descritta apportando una semplice modifica nell'equazione di Richardson, sostituendo W con (W-ΔW). L'equazione diventa:
{\displaystyle J(E,T,W)=A_{\mathrm {G} }T^{2}e^{-(W-\Delta W) \over kT}}
dove
{\displaystyle \Delta W={\sqrt {e^{3}E \over 4\pi \epsilon _{0}}},}
ed ε0 è la permittività elettrica del vuoto.
Questa equazione è relativamente accurata per campi elettrici di intensità inferiore a circa 108 V  m−1. Per campi di intensità superiore a tale valore, la cosiddetta corrente di tunnel di Fowler-Nordheim (FN) inizia a contribuire significativamente all'emissione della corrente. Durante questo regime, gli effetti combinati dell'emissione termoionica potenziata e di quella ad effetto di campo possono essere descritti dall'equazione di Murphy-Good. Per intensità del campo ancora maggiori, la corrente di tunnel di FN diventa il meccanismo dominante nell'emissione degli elettroni e l'emettitore opera nel cosiddetto regime di emissione elettronica fredda a effetto di campo (cold field electron emission, CFE).
L'emissione termoionica può essere potenziata inoltre dall'interazione con altre forme che determinano l'eccitazione elettronica come, ad esempio, la luce. Per esempio, vapori di cesio (Cs) eccitati nei convertitori termoionici formano ammassi di materia altamente eccitata (o materia di Rydberg) di atomi di Cesio che conducono alla riduzione del lavoro di estrazione da 1,5 eV a 1,0-0,7 eV. A causa della stabilità della materia di Rydberg, il lavoro di estrazione mantiene questi bassi valori determinando un incremento dell'efficienza a bassa temperatura del dispositivo.